# 錦沢遊園地

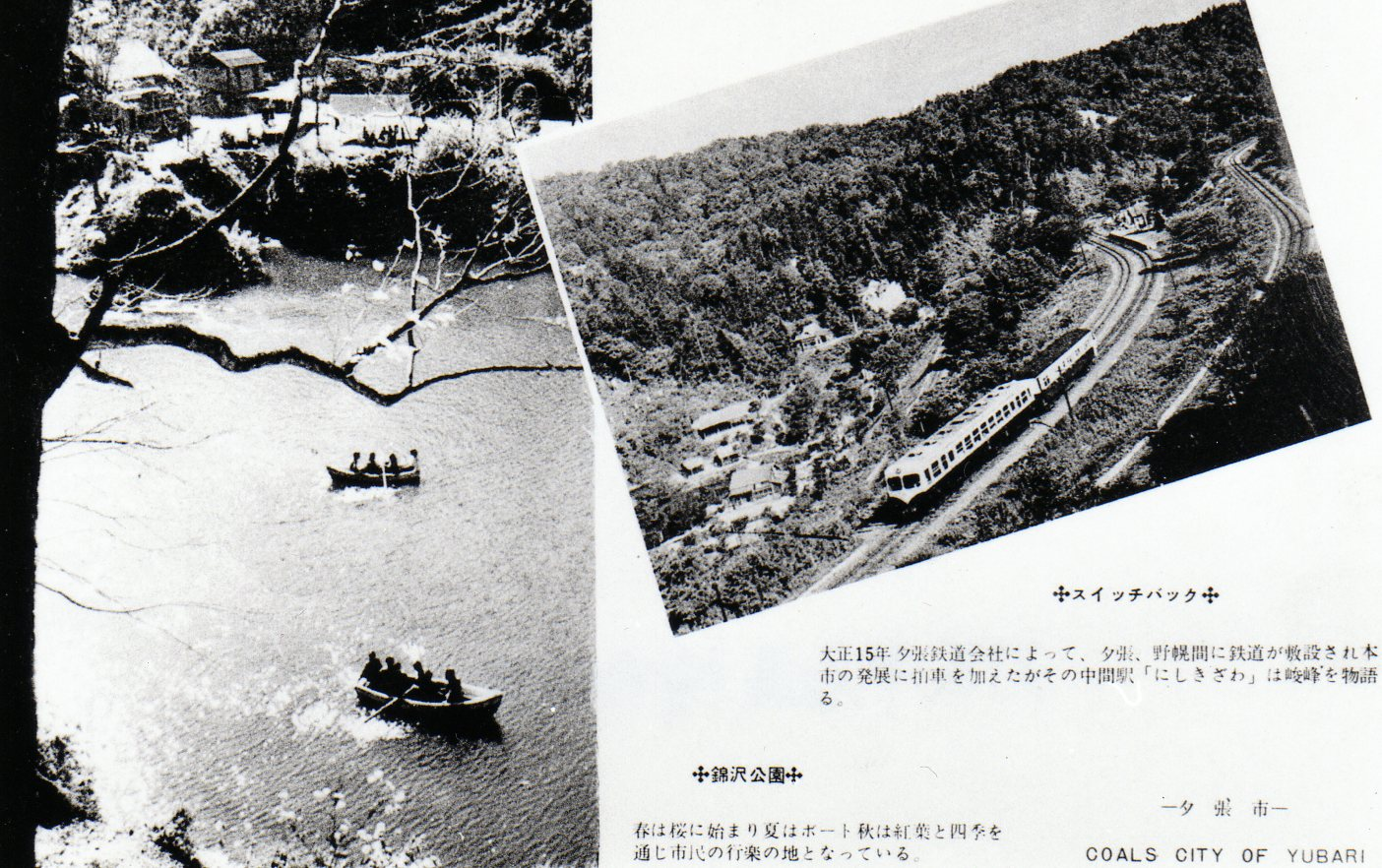
錦沢のスイッチバックと遊園地・夕張市絵はがき/1955年

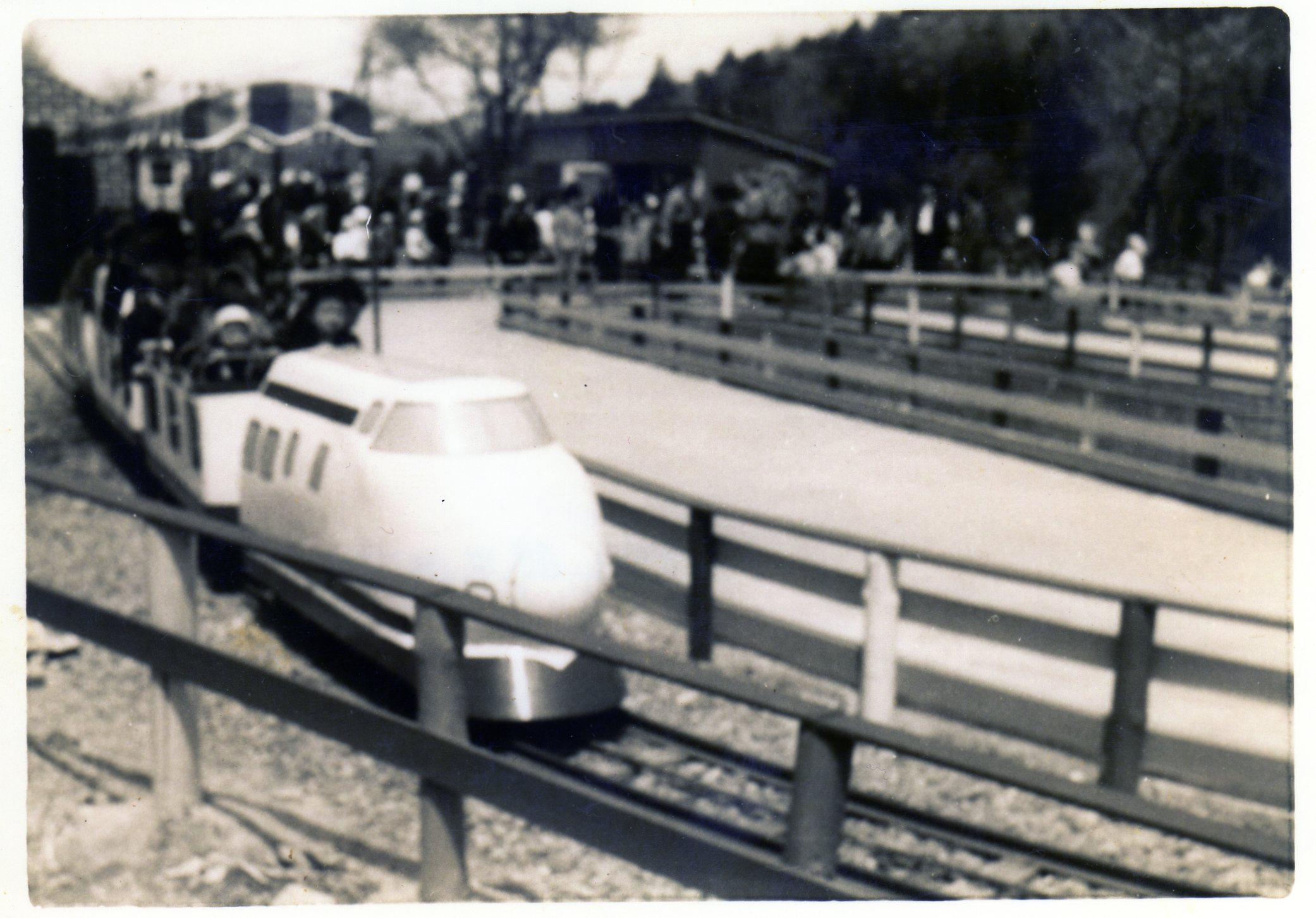
錦沢遊園地の豆汽車/1966年

錦沢遊園地（にしきざわゆうえんち）は、北海道夕張市に存在した遊園地。

## 概要
スイッチバックで有名な夕張鉄道線錦沢駅周辺に位置し、同社の経営であった。同駅が山間に位置し、1930年頃から景勝地としての開発に着手し、駅周辺に300本の桜を植え、風光明媚なところから1960年代には周辺に釣堀やボート池・豆電車・飛行塔・回転木馬などの遊園施設や、動物園が設置され、市民の憩いの場として春は桜、秋は紅葉の名所として賑わった。また、時には花火大会も開催され夕張からだけでなく栗山・南幌方面からも臨時列車も運行された。夕張鉄道線廃線後は前後のトンネルが封鎖され、数本の桜の木や「錦沢遊園」と書かれた1933年に設置の石碑が残存するのみとなっている。

## 歴史
- 1926年(大正15年)　錦沢信号場開設
- 1927年(昭和2年)　錦沢駅として一般営業開始、以後駅周辺を公園として整備
- 1963年(昭和38年)　豆汽車、豆自動車等の電動遊具を導入
- 1970年(昭和45年)　閉園[2]